# Скинія

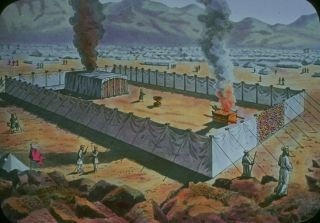
Скинія зібрання

Ски́нія (дав.-гр. σκηνή — «шатро», «намет»; івр. הַמִשְכָּן, га-мішкан — «помешкання», «місцеперебування, присутність») — переносний тимчасовий храм у давніх юдеїв.
Згідно з біблійною книгою «Вихід», скинія була похідним храмом євреїв під час мандрів пустелею. Вона ставилася обов'язково у напрямі зі сходу на захід і мала розміри 30 ліктів на 10 ліктів. Скинія складалась з двох наметів: зовнішнього (‏אוהל‏‎, охел, «намет») та внутрішнього намету (‏מִשְכָּן‏‎, мішкан, «житло»), що служив місцем присутності Бога Ягве.

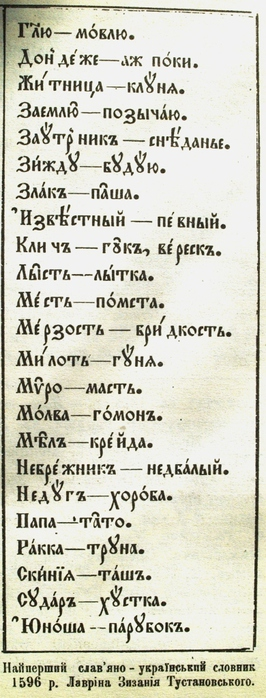
У словнику Лаврентія Зизанія (1596) скинїѧ перекладене як «таш»

Внутрішній намет поділявся на два приміщення спеціальною завісою. Західне приміщення, менше за розміром — Святеє Святих, де зберігався Ковчег Заповіту до побудови Єрусалимського храму, східне — Святилище.
|                                       | І промовив Господь до Мойсея, говорячи: «Дивися, — Я покликав на ім'я́ Бецал'ї́ла, сина Урієвого, сина Хура, Юдиного племени, і напо́внив його Духом Божим, мудрістю, і розумуванням, і знання́м, і здібністю до всякої роботи, на обми́слення мистецьке, на роботу в золоті, і в сріблі, і в міді, і в обро́бленні каменя, щоб всаджувати, і в обробленні дерева, щоб робити в усякій роботі. І Я ото дав із ним Оголіява, Ахісамахового сина, Данового племени. А в серце кожного мудросердого Я дав мудрість, — і зроблять вони все, що Я наказав був тобі: ски́нію заповіту, і ковчега для свідоцтва, і віко, що на ньому, і всі скині́йні речі, і стола та речі його, і чистого свічника та всі речі його, і жертівника кадила, і жертівника цілопа́лення та всі речі його, і вмивальницю та підставу її, і ша́ти служебні, і ша́ти свяще́нні для священика Аарона, і ша́ти синів його на священнослу́ження, і оливу пома́зання, і запашне́ кадило для святині, — як усе, що Я наказав був тобі, вони зроблять». |
| — Друга книга Мойсеєва: Вихід 31:1-11 | |

Під час богослужіння для народу за храм правило подвір'я розмірами 100 ліктів на 50. На подвір'ї знаходилися жертівник всепалення та умивальниця. У Святилище могли заходити тільки священники. В середині зліва знаходився семисвічник, а справа стіл із показними хлібами. По центру золотий жертовник кадіння. У Святеє Святих міг заходити тільки первосвященик і тільки раз на рік. У Святеє Святих знаходився Ковчег Заповіту, в якому зберігалися Скрижалі Заповіту, жезл Аарона, манна.